# Néoux
Néoux là một xã thuộc tỉnh Creuse trong vùng Nouvelle-Aquitaine miền trung nước Pháp. Xã này nằm ở khu vực có độ cao trung bình 556 mét trên mực nước biển.

## Dân số
| 1962                                                        | 1968 | 1975 | 1982 | 1990 | 1999 | 2005 |
| ----------------------------------------------------------- | ---- | ---- | ---- | ---- | ---- | ---- |
| 417                                                         | 461  | 373  | 339  | 295  | 300  | 309  |
| Số liệu điều tra dân số từ năm 1962 Dân số chỉ tính một lần |      |      |      |      |      |      |

## Địa điểm nổi bật
- Nhà thờ, cuối thế kỷ 13.